# روثا فرانكنية
الروثا الفرانكنية (باللاتينية: Salsola frankenioides) نوع نباتي يتبع جنس الروثا من الفصيلة القطيفية.

## الموئل والانتشار
موطنها المغرب العربي حيث تنتشر في المغرب الأقصى وجزر الكناري.